# Timbiras
Timbiras est une municipalité brésilienne située dans l'État du Maranhão.